# KF Tirana
KF Tirana je albanski nogometni klub iz glavnog grada Tirane.

## Povijest
Godine 1920. osnovan je Agimi Sports Association iz kojeg se kasnije razvio KF Tirana. KF Tirana je najpoznatiji i najuspješniji albanski nogometni klub. 21 put su igrali u nekom europskom natjecanju, no nikad nisu napravili veći iskorak u Europi. Čak 24 puta(uz tri nepriznata naslova) su osvajali prvo mjesto u elitnom razredu nogometa u Albaniji, prvi put na desetu godišnjicu osnovanja kluba - 1930. godine.

## Klupski uspjesi
Albanska Superliga:
- Prvak (24)[t 1]: 1911.,[t 2] 1930., 1931., 1932., 1934., 1936., 1937., 1939.,[t 3] 1942.,[t 3] 1964./65., 1965./66., 1968., 1969./70., 1981./82., 1984./85., 1987./88., 1988./89., 1994./95., 1995./96., 1996./97., 1998./99., 1999./00., 2002./03., 2003./04., 2004./05., 2006./07., 2008./09.
- Drugi (13): 1945., 1959., 1966./67., 1971./72., 1975./76., 1978./79., 1979./80., 1983./84., 1993./94., 1997./98., 2000./01., 2001./02., 2005./06.

1. ↑  Ako uzmemo u obzir nepriznate sezone iz 2. svj. rata, Tirana ima 26 naslova prvaka.
2. ↑  Ova sezonu AFA, osnovana 1930., još uvijek ne priznaje.
3. 1 2  Nije priznato od strane AFA

Albanski nogometni kup:
- Prvak (15): 1938./39., 1962./63., 1975./76., 1976./77., 1982./83., 1983./84., 1985./86., 1993./94., 1995./96., 1998./99., 2000./01., 2001./02., 2005./06., 2010./11., 2011./12.
- Finalist (8): 1948., 1949., 1952., 1981./82., 1994./95., 2004./05., 2007./08., 2008./09.

Albanski nogometni superkup:
- Prvak  (10): 1994., 2000., 2002., 2003., 2005., 2006., 2007., 2009., 2011., 2012.
- Finalist (3): 1989., 2001., 2004.

## Vanjske poveznice
- Službene stranice KF Tirana
- Navijačke stranice